# 弗洛里亚纳足球俱乐部
弗洛里亞納足球俱樂部（英語：Floriana Football Club）是位于马耳他弗洛里亚纳的足球俱乐部。球队建于1894年，是马耳他历史较为悠久的俱乐部之一。这一时期足球运动由英国军人带到了还属于大英帝国殖民地的马耳他岛。
球队的队色为绿衣白裤，昵称是爱尔兰人，因为球队在早年殖民时期的一场友谊赛中击败了爱尔兰明火枪团（Irish Fusiliers）。该俱乐部一共获得过26次马耳他联赛的冠军头衔。

## 球队纪录
从1900年算起，弗洛里亚纳足球俱乐部总共获得过103个殊荣，其中29个是在二战之前的1900-1940年期间获得的，另外74个是在1940年之后。
- 赢得连续的4次联赛冠军 - 1949-1950、1950-1951、1951-1952 和 1952-1953。
- 在1961-1962赛季，弗洛里亚纳足球俱乐部以全胜的姿态赢得了联赛，球队赢得全部14场比赛，进43球，失10球。
- 球队10次取得了联赛和杯赛的双料冠军 - 1912-1913、1921-1922、1927-1928、1928-1929、1930-1931、1949-1950、1952-1953、1954-1955、1957-1958 和 1992-1993。
- 在1976年2月15日至1977年5月22日期间，弗洛里亚纳取得了37场不败的战绩，在这一期间球队总共射入99球，赢得了7个冠军荣誉，囊获了联赛，杯赛，独立杯，两次马耳他之子杯和两次Testaferrata杯得冠军。
- 1950年、1953年、1958年及1993年，弗洛里亚纳足球俱乐部曾經四次成為馬爾他本土三冠王。

## 球队荣誉
- 馬耳他足球超級聯賽：26 次
  - 1909–10, 1911–12, 1912–13, 1920–21, 1921–22, 1924–25, 1926–27, 1927–28, 1928–29, 1930–31,
 1934–35, 1936–37, 1949–50, 1950–51, 1951–52, 1952–53, 1954–55, 1957–58, 1961–62, 1967–68,
 1969–70, 1972–73, 1974–75, 1976–77, 1992–93, 2019–20
- 馬耳他足總盃：20 次
  - 1937–38, 1944–45, 1946–47, 1948–49, 1949–50, 1952–53, 1953–54, 1954–55, 1956–57, 1957–58,
 1960–61, 1965–66, 1966–67, 1971–72, 1980–81, 1992–93, 1993–94, 2010–11, 2016–17
- 馬耳他超級盃：2 次
  - 1993, 2017
- 凯撒盃：10 次
  - 1920–21, 1922–23, 1935–36, 1936–37, 1949–50, 1951–62, 1952–53, 1953–54, 1957–58, 1960, 61
- 独立盃：7 次
  - 1966–67, 1968–69, 1972–73, 1975–76, 1977–78, 1978–79
- 馬耳他之子盃：8 次
  - 1967–68, 1968–69, 1973–74, 1975–76, 1976–77, 1977–78, 1978–79,  1979–80
- 超级5强盃：4 次
  - 1993–94, 1994–95, 1995–96, 1997–98
- 圣诞盃：2 次
  - 1968–69, 1969–70
- Lowenbrau盃：1 次
  - 1993–94